# Trenel (departement)
Trenel is een departement in de Argentijnse provincie La Pampa. Het departement (Spaans: departamento) heeft een oppervlakte van 1.955 km² en telt 5.324 inwoners.

## Plaatsen in departement Trenel
- Arata
- Metileo
- Trenel